# Columna conmemorativa

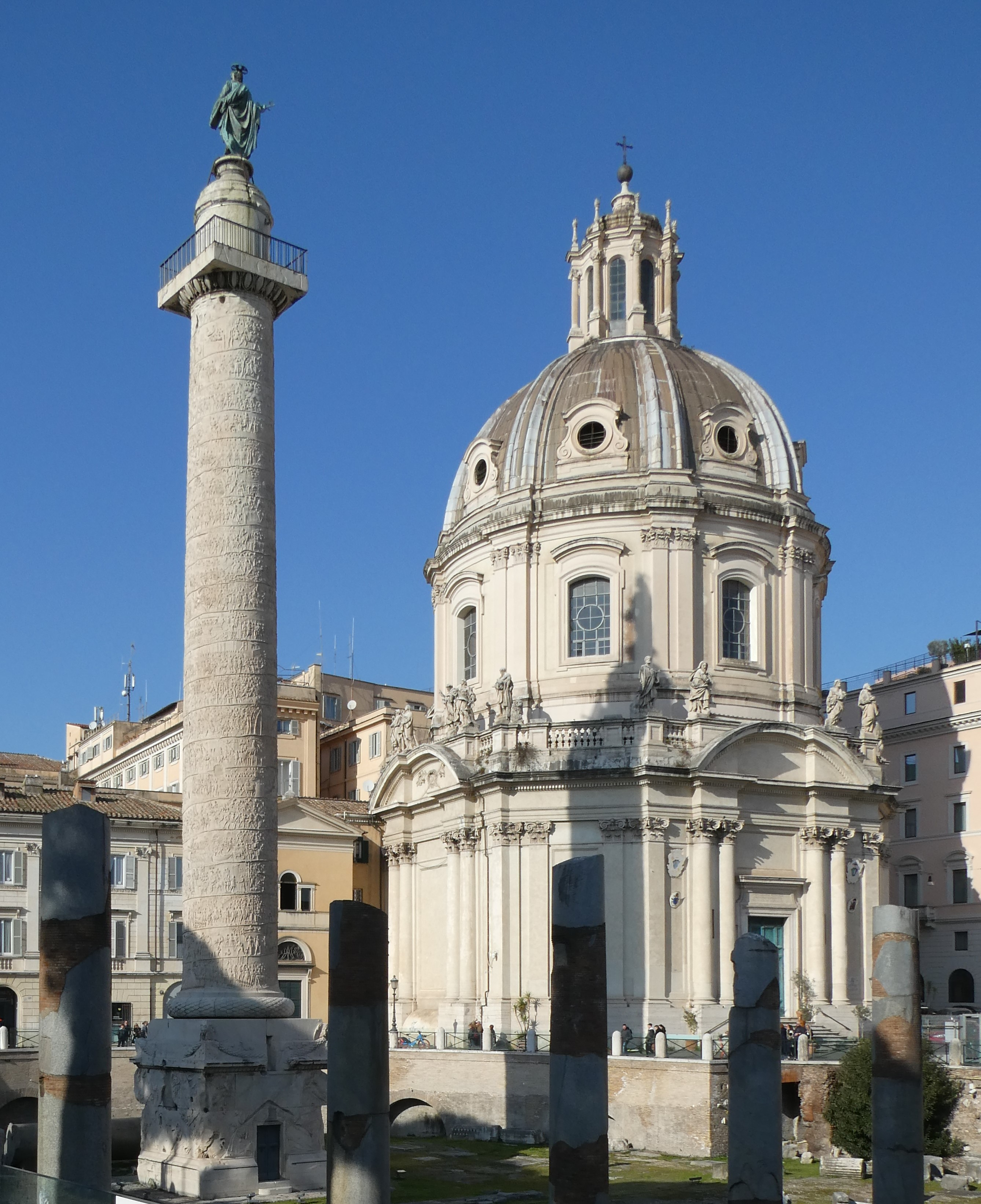
Columna de Trajano, Roma.

Una columna conmemorativa es un monumento erigido en conmemoración de un acontecimiento importante, victoria militar, la independencia u otro acontecimiento político, o incluso en honor de un personaje importante. 
Instalada en una plaza pública, de una altura importante, construida en materiales perdurables, de piedra o de bronce, están destinadas a durar y a impresionar. Su modelo es con frecuencia la columna Trajana o de otros monumentos de la Antigüedad, adaptada al gusto de la época en los siglos XVIII y XIX.
Generalmente muy adornadas y esculpidas, o cubiertas de inscripciones, datos, nombres de los personajes importantes o relaciones de hazañas, suelen tener numerosos elementos simbólicos y están rematadas por la representación de un dirigente o de su representación. 
Algunas tienen en su fuste una escalera que permite subir a lo alto. 

## En la Antigüedad

### Roma
- Columna de Antonino Pío (Columna Antonini Pii), construida en el año 161
- Columna de Marco Aurelio (Columna M. Aurelii Antonini), construida a finales del siglo II
- Columna de Focas (Columna Phocatis), construida en el año 608
- Columna de Trajano (Columna Traiani), construida en el año 113
- Columna rostral de Emilio Paulo (Columna Rostrata Aemilii Paulli), construida hacia 255 a. C.
- Columna rostral de Augusto (Columna Rostrata Augusti), construida después del 36 a. C.
- Columnas de Duilio (Columnae Rostratae Duilii), construidas después de 260 a. C.
- Columna rostral de Máximo (Columna Rostrata Maximii), construida después de 338 a. C.

### Constantinopla
- Columna de Constantino
- Columna de Arcadio

## Época moderna

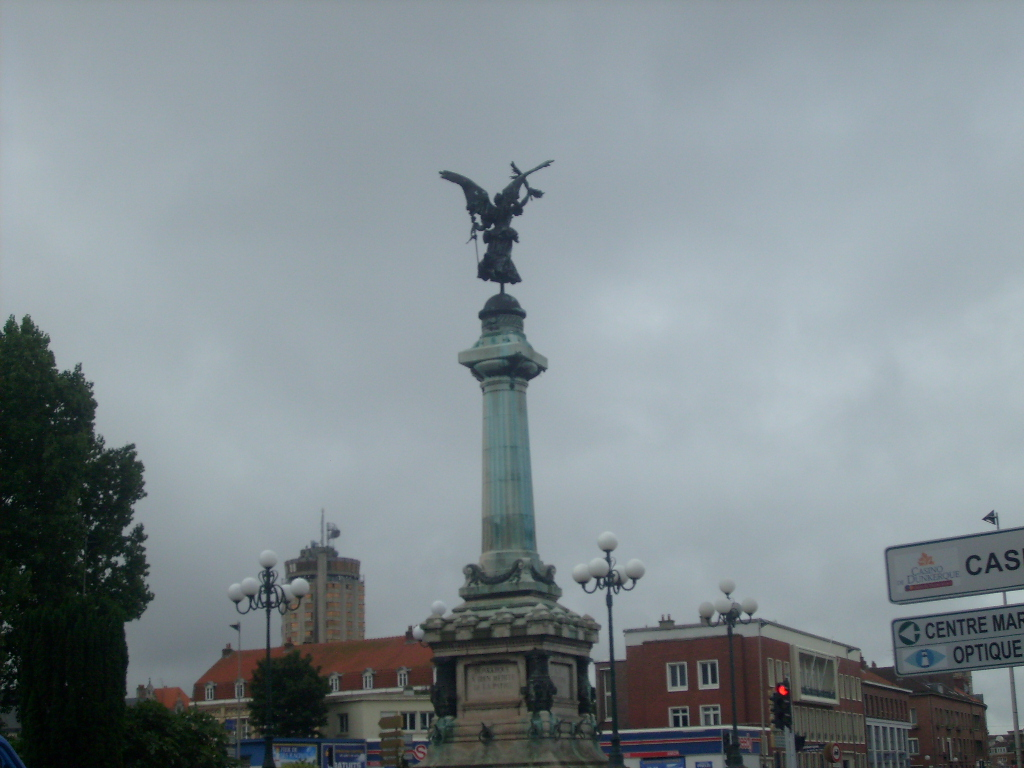
Columna de la Victoria en Dunkerque.

### España
- Monumento a los Mártires de la Libertad (Almería)

### Francia
- Columna Médici (París)
- Columna Vendôme (París)
- Columna de Julio (París)
- Columna de la duquesa de Angulema  (Saint-Florent-le-Vieil)
- Columna de la Victoria  (Dunkerque)
- Columna de la Grande Armée (Wimille)
- Columna de la Diosa (Lille)
- Columna Luis XVI (Nantes)
- Monumento americano de Montfaucon (Montfaucon-d'Argonne)
- La Consulaire (Brest)
- Columna conmemorativa de Montmirail (Montmirail (Marne) y Marchais-en-Brie (Aisne)

### Canadá
- Columna Nelson (Montreal)

### Reino Unido
- Columna de Nelson (Londres)
- Columna del duque de York (Londres)

### Bélgica
- Columna del Congreso (Bruselas)

### Alemania
- Siegessäule o Columna de la Victoria (Berlín)

### Argentina
- Columna conmemorativa de la fundación de Corrientes (Corrientes)

### México
- Columna de la Independencia (Ciudad de México)